# TT241
La tombe thébaine TT 241 est située à Dra Abou el-Naga, dans la nécropole thébaine, sur la rive ouest du Nil, face à Louxor en Égypte.
C'est la tombe d'un dénommé Ahmosé, enfant du Kep, scribe des écrits divins.